# Vital Moreira
Vital Moreira (ur. 8 listopada 1944 w Vilarinho do Bairro w gminie Anadia) – portugalski prawnik, sędzia Trybunału Konstytucyjnego (1983–1989), deputowany do Parlamentu Europejskiego VII kadencji. Mąż ekonomistki i polityk Marii Manuel Leitão Marques.

## Życiorys
Uzyskał licencjat z dziedziny prawa oraz doktorat z dziedziny nauk politycznych i prawnych na Uniwersytecie w Coimbrze. W latach 70. działał w Portugalskiej Partii Komunistycznej, z ramienia której sprawował mandat posła do Zgromadzenia Konstytucyjnego. W latach 1983–1989 pełnił obowiązki sędziego Trybunału Konstytucyjnego.
Objął stanowisko profesora na wydziale prawa Uniwersytetu w Coimbrze, a także obowiązki dyrektora centrum praw człowieka Ius Gentium Conimbrigae na tej samej uczelni. Stanął również na czele centrum studiów prawa publicznego i regulacji (CEDIPRE). Autor publikacji m.in. w „Diário Económico” i „Público”.
W wyborach 2009 otwierał listę Partii Socjalistycznej do Parlamentu Europejskiego. Uzyskał mandat posła, zasiadł w Komisji Handlu Międzynarodowego.

## Wybrane publikacje
- Marcuse e a teoria da revolução, „Boletim de Ciências Económicas”, nr 16/1973.
- Economia e direito, „Revista de Direito e Estudos Sociais”, nr 19/1973.
- Economia e revolução [w:] Marx: alguns comentários, Uniwersytet w Coimbrze, Coimbra 1977.
- Reflexões sobre o PCP, Inquérito, Lizbona 1990.
- Os poderes do Presidente da República (współautor), Coimbra Editora, Coimbra 1991.
- Fundamentos da Constituição (współautor), Coimbra Editora, Coimbra 1991.
- Administração autónoma e associações públicas, Coimbra Editora, Coimbra 1997.
- Auto-regulação profissional e administração pública, Almedina, Coimbra 1997.
- A morte do centro, Almedina, Coimbra 1998.
- A mão visível: mercado e regulação (współautor), Almedina, Coimbra 2003.
- O Corte Penal Internacional e ordem jurídica portuguesa (współautor), Coimbra Editora, Coimbra 2004.